# عبد الرحمن محمد بابو
عبد الرحمن محمد بابو (بالإنجليزية: Abdulrahman Mohamed Babu)‏ (1924-1996) سياسي و ثوري شيوعي زنجباري وزعيم حزب الأمة.

## حياته السياسية
كان عبد الرحمن بابو من أبرز زعماء حركات التحرر الوطني في أفريقيا. وكان له اتصالات وعلاقات قوية بالصين. وكان أول مناضل سياسي من شرق ووسط أفريقيا يزور الصين في 1959. كان له دور في ثورة زنجبار التي قامت عام 1964. وكان عضو مجلس قيادة ثورة. وعُيِّن بعد نجاح الثورة وزيرا للخارجية.
في عام 1972 حُكِم عليه بالسجن مدى الحياة بتهمة الضلوع في اغتيال رئيس زنجبار عبيد كرومي. أُطلق سراحه في عفو عام سنة 1978.
توفي عبد الرحمن بابو في 5 أغسطس عام 1996 في سن الثانية والسبعين في لندن.